# Федосеев, Анатолий Михайлович
Анатолий Михайлович Федосеев (род. 3 апреля 1947, Кудымкар, Молотовская область) — российский политический деятель. Член Совета Федерации Федерального Собрания Российской Федерации от Коми-Пермяцкого автономного округа.

## Биография
До избрания депутатом СФ — адвокат Пермской областной коллегии адвокатов.
17 ноября 1996 года состоялись выборы губернатора Коми-Пермяцкого автономного округа Федосеев набрал 15,26 % и занял второе место.
3 декабря 2000 года состоялись выборы губернатора Коми-Пермяцкого автономного округа Федосеев набрал 10,00 % и занял третье место.

### Совет Федерации
Депутат Совета Федерации Федерального Собрания Российской Федерации первого созыва от Коми-Пермяцкого автономного округа с января 1994 по январь 1996, избран 12 декабре 1993 по Коми-Пермяцкому двухмандатному избирательному округу № 81.
С февр. 1994 — заместитель председателя Комитета СФ по конституционному законодательству и судебно-правовым вопросам.